# Viganòs
Viganòs (en francès Biganos) és un municipi francès situat al departament de la Gironda i a la regió de la Nova Aquitània. Està situat a la conca d'Arcaishon.

## Demografia
| 1962                                       | 1968  | 1975  | 1982  | 1990  | 1999  | 2007  |
| ------------------------------------------ | ----- | ----- | ----- | ----- | ----- | ----- |
| 3.781                                      | 4.213 | 4.416 | 4.588 | 5.650 | 7.820 | 8.861 |
| Des de 1962: població sense dobles comptes |       |       |       |       |       |       |

## Administració
| Període   | Identitat       | Partit |
| --------- | --------------- | ------ |
| 2001-2005 | Lucien Mounaix  |        |
| 2005-2008 | Martine Galloux |        |
| 2008-     | Bruno Lafon     |        |

## Agermanaments
- Saint-Martin-de-Fontenay